# Ацетилцелюлоза

Ацетилцелюлоза

Ацети́лцелюло́за [С6Н7О2(ОСОСН3)3]n — складний ефір целюлози і оцтової кислоти.
Ацетилцелюлоза — біла аморфна маса, питома вага 1,3; нестійка до дії лугів і мінеральних кислот. 

## Фізичні властивості
Ацетилцелюлоза первинна мало гігроскопічна. Застосовують її для електроізоляції, виробництва кіноплівок та штучного шовку, у хірургії. Число розчинників триацетилцелюлози дуже обмежене (оцтова кислота, хлороформ, метиленхлорид), тому в промисловості використовують переважно вторинну ацетилцелюлозу, в якій міститься 53–56 % зв'язаної оцтової кислоти. Одержують її частковим омиленням триацетилцелюлози. Вторинна ацетилцелюлоза розчиняється у значно більшому числі розчинників.

## Отримання
Одержують ацетилцелюлозу гомогенним методом, діючи на целюлозу ангідридом оцтової кислоти при наявності каталізатора та розчинника, або гетерогенним, ведучи реакцію в середовищі нерозчинників (бензол, толуол). Внаслідок цих реакцій утворюється триацетилцелюлоза (первинна ацетилцелюлоза), в якій міститься 61,5–62,5 % зв'язаної оцтової кислоти. 

## Застосування
Використовують її для виробництва штучного шовку, фільтрів цигарок, виготовлення лаків, вогнетривкої кіноплівки, пластмас, безосколкового скла тощо. Вироби з ацетилцелюлози пропускають ультрафіолетове проміння, малогігроскопічні, механічно міцні, практично негорючі. З підвищенням температури (до 200–280 °C) ацетилцелюлоза поступово набуває плинності, що має значення у виробництві пластмас.